# カラー柔道着

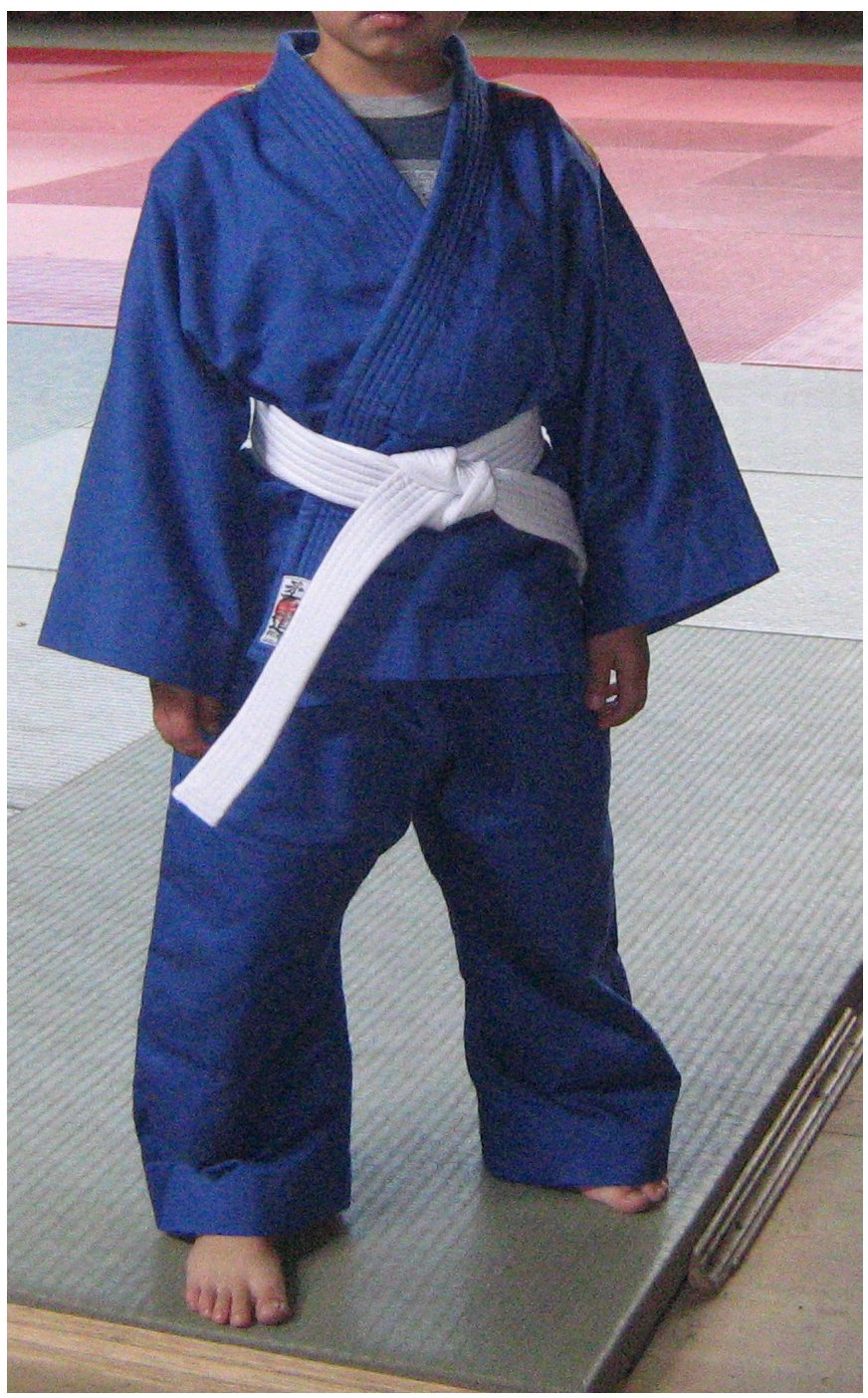
カラー柔道着

カラー柔道着（カラーじゅうどうぎ）とは、白、生成色（オフホワイト）以外の色を用いた柔道着のこと。別名カラー柔道衣（カラーじゅうどうぎ）。特に青がよく用いられることからブルー柔道着、ブルー柔道衣とも呼ばれる。

## 経緯
19世紀、創始者嘉納治五郎は、柔道においては稽古や試合中、袴を履かないという、柔術界では少数派の選択をした。これは技を見やすくするためであった。20世紀の1986年10月、IJF理事会において、同様に技・試合の経緯を見やすくするために、柔道着の工夫、柔道着の着色をしたほうが良いのではないかと提案をする男が現れた。1964年東京オリンピック金メダリストのアントン・ヘーシンクIJF教育普及委員長であった。
ヘーシンクの提案は理事会では否決されたが、各大陸レベルの大会では許された。1988年5月にスペインのパンプロナで開催されたヨーロッパ柔道選手権大会において、初めて提案が採用された。一方の選手が白を着用し、もう一方が青であった。「審判にとっても、観客やテレビの視聴者にとっても色が違うほうが分かりやすい」として誤審も減るとしている。青を選んだ理由は一番映えるとしたから。
発祥地の日本において、柔道着は伝統的に白または生成色が当然とされ、世界へ広まる際もそれが長らく不文律であった。日本では反対の声が多かった。当時会場にいた講道館国際部長の安部一郎は「ひとめ見ていやーな予感がした」としていた。

### ルール改正の動き
ヨーロッパ柔道連盟（EJU) 当時のコンテスト・ルール第三条にある「柔道着は白またはオフホワイト」のルール改正を求め、ソウルオリンピック開催中の1988年9月23日、国際柔道連盟（IJF）の技術総会で提案するも反対意見が多く、幸先は良くなかった。
1989年のIJF総会では賛成50、反対87で、討議では伝統を重んじる日本、アメリカ、オセアニアの連盟代表らが反対したため導入は見送られた。

### 再改正の動き
1993年、ヨーロッパ柔道連盟40か国が1988年のカラー柔道着をヨーロッパ柔道選手権に導入したことでテレビ局や広告代理店と契約できたと強調し、再度ルールの改正をIJFに提言。9月27日、カナダ・ハミルトンで行われたIJF総会でカラー柔道着導入問題は賛成52、反対92、無効2で再び否決された。
しかし、日本が「伝統と文化」を主張し反対票を取り付けた1989年とは異なり、経済格差を背景にした理由のほうが多かった。
アフリカ柔道連盟の代表は「アフリカ諸国は経済的に苦しく、ひとりで白と青の柔道着を持つ経済負担は大きい」と話した。また、インド代表の「欧州でスポンサーが付いたところでインドには何もリターンがない。追加費用が増えるだけだ」という意見には、会場から拍手が起きるほどであった。
一方、日本の代表には発言権が与えられず、「伝統」や「文化」の観点に基づく言及は一度もなかった。一方で、鹿屋体育大学の中村勇は論文で日本の代表の全柔連が「白色は創始国日本の伝統文化に基づく」という主旨を含む反対のスピーチをしたとしている。

### 「冷戦」
EJUは1994年1月14日の理事会で今春から欧州での国際大会にカラー柔道着の導入を決議。これに対して全日本柔道連盟は1994年3月5日からのハンガリー国際大会に日本選手を派遣しないことを決めた。
これを受け4月13日、EJUのクルト・クッチェラー会長は朝日新聞社のインタビューに「カラー柔道着はヨーロッパ柔道選手権のみで使う。アトランタオリンピックまでは白」と述べた。
なおドイツは「日本選手が参加しない国際大会は格が落ちる」としてカラー柔道着反対派に回っている。

### カラー柔道着導入の決定
1995年9月、IJF会長に就任した朴容晟は路線を変更しカラー化を推進。
1996年5月、IJF理事会で白色が表ならリバーシブル柔道着の着用許可を決定。
1997年10月、アトランタオリンピック終了後のパリにおける総会でIJF主催大会でのカラー柔道着の導入を決定した。しかし、全日本柔道連盟（全柔連）は主催大会ではたとえ国際ルールの国際大会でも導入しないことにした。例えば福岡国際女子柔道選手権大会がそうである。
1998年9月、ワールドカップ国別団体対抗戦（ベラルーシ・ミンスク）でIJF史上初めて主催大会でカラー柔道着が導入された。
2003年、IJF主催世界柔道選手権大会大阪大会の翌日である9月15日、同会場で行われた全柔連主催世界柔道国別団体戦で初めて全柔連主催大会でカラー柔道着が特例で導入された。
2010年までにIJFワールド柔道ツアーなどIJF主催大会における表彰台での白柔道着着用の義務化がなされた。
2016年には日本国内においても優勝大会を始めとした全日本学生柔道連盟主催の大会でカラー柔道着が導入されることになった。
2020年12月3日、全日本柔道連盟はオンライン理事会を開き、2020年10月の講道館杯60 kg級決勝戦での誤審騒動を受け、12月13日の東京オリンピック66 kg級代表者決定戦である阿部一二三対丸山城志郎、2021年の大会より全日本選抜柔道体重別選手権大会、講道館杯でカラー柔道衣を導入することを承認した。全日本柔道選手権と全日本女子柔道選手権は従来通り、白道着のみで行われる。
なお、実現したIJFワールド柔道ツアーにおける表彰台での白柔道着着用の義務化については、2010年には講道館館長の上村春樹はこれを「正しい柔道への回帰」ととらえたが、日本での国内大会では2024年現在、白柔道着の着用義務はなく、青柔道着も着用されている。

## 両者の主張

### 反対派の主張
反対派は日本、ドイツ、アメリカ、オセアニア、アフリカなど。

#### 伝統・精神論に基づく観点
- 白い柔道着は柔道の本質である清い心の象徴であり、伝統を重んじるべきだ。
- 白は「心が濁っていない」という精神的な意味合いが込められている。
- イギリスのウィンブルドン選手権では、ユニフォームのみならず練習用のウェアまで「白」と厳格に決められているなど、歴史や伝統に基づく同様の事例は他にもあり、日本だけの独特な主張とは言えない。

#### その他
- カラー化すると大会のたびに予備を含め青と白各2着ずつ持ち歩くのは重くてかさ張り、面倒かつ邪魔で経済負担も大きい[2]。その解決策とされるリバーシブル柔道着は不衛生である[2]。
- 試合中に血が柔道着についた場合は拭き取らなければならないことになっているが、青い柔道着だと血は見えづらい[2]。

### 賛成派の主張
賛成派は主にドイツを除くヨーロッパの連盟や日本以外のアジアの連盟など。

#### 伝統・精神論への反論
- 確かに柔道に歴史や伝統はあるが、同時にオリンピック競技に採用された、世界的な普遍的スポーツとしての側面もある。
- 柔道着の色が変わった程度で伝統や精神性まで変質するとは思えない。柔道精神とは表面的な色の問題ではなく嘉納治五郎の教えによる内面的な問題であるべき[2]。
- 守るべきは日本の文化、伝統ではなく嘉納治五郎の教えと精神、｢精力善用｣｢自他共栄｣の理念などである[2]。
- 日本の伝統である大相撲のまわしはかつては黒と紺のみのはずだったが、テレビ中継が始まってからは赤や抹茶などカラフルなまわしを付ける力士も黙認されてきたという、同じく日本の伝統競技を引き合いに出した論法。

#### その他
- 観戦者に分かりやすく、どちらが技をかけたか見やすくなり誤審が減る[14][2]。
- 2色のほうが集中力低下がなく誤審が減る[2]。
- 記録者にもわかりやすい[2]。
- テレビ映えが良く、視聴率が改善する[2]。
- 視聴率向上によるスポンサーの増加[2]。
- 柔道着は単なるスポーツウェアに過ぎず、ファッション性の向上を禁ずる理由はない。
- 表を白、裏を青のリバーシブル柔道着を導入すればコスト、重量増は10%程度である。[2]
- 野球もサッカーもフットボールも同じ色同士で対戦しないという、他のスポーツ競技を引き合いに出した論法。
- 卓球は‘‘根暗’’のイメージを払拭するためユニフォームをカラフルにしたところ、若い世代の選手登録が増えた[15]。
- 帯または紐を2本巻く煩雑さがない[2]。

## 主なコメント
- 山下泰裕
  - 「最初は嫌だな、と思ったがそのうち違和感はなくなった」[16]
- 山口香
  - 「日本の関係者は実際に白と青の柔道着の試合を見たことがあるのか。実際に見てからでないと説得力もなにもない」[17]
- アマディムバレ・ディオ（セネガルの男子柔道選手）
  - 「日本発祥の競技なのだから日本の主張する白のままで良い」[18]。

## その他の格闘技における事例
- ソ連発祥のサンボは赤青のリバーシブル仕様の道着が標準であり、試合ごとに両者が赤青を使い分ける。
- ブラジリアン柔術はカラフルな道着が多いが、試合では白黒青に限定される。柔道と違って相手との色分けは強制されない。

## フィクションでのカラー柔道着
- YAWARA! - 登場人物である本阿弥さやかが作中において薄ピンク色の柔道着を着ている。なお、色の濃いピンク色ではなく、殆ど白に近い薄ピンク色にしたのは実際の柔道へ配慮したためという話がある。